# 김태향 (바둑 기사)
김태향(金兌鄕, 1978년 4월 8일 ~ )은 대한민국의 바둑 기사이다.

## 약력
양상국 사범의 내제자로 정신여자고등학교에 재학중이던 1994년 제6회 여류입단대회를 통해 입단했다. 1994년 제1회 보해컵 본선에 진출했고 1997년 명지대학교 바둑학과에 입학했다. 1999년 제1회 여류명인전 본선에 진출했고 2000년 제2기 여류명인전 본선에 올랐다.